# Rina Tatsukawa
Rina Tatsukawa –en japonés, 立川莉奈, Tatsukawa Rina– (14 de julio de 1996) es una deportista japonesa que compite en judo. Ganó una medalla de bronce en el Campeonato Asiático de Judo de 2019, en la categoría de –52 kg.

## Palmarés internacional
| Campeonato Asiático | Campeonato Asiático | Campeonato Asiático | Campeonato Asiático |
| Año                 | Lugar               | Medalla             | Categoría           |
| ------------------- | ------------------- | ------------------- | ------------------- |
| 2019                | Fujairah (EAU)      | Medalla de bronce   | –52 kg              |